# Avenida del Doctor Palos
La avenida del Doctor Palos es una vía pública de la ciudad española de Sagunto.

## Descripción
La vía, que ha sido tanto calle como avenida y que en el pasado llevó el título de «calle de la Palmera», nace de la calle de los Huertos a la altura de la plaza del Cronista Chabret y discurre hasta llegar a la calle de San Cristóbal. Con el título recuerda a Enrique Palos y Navarro, abogado que se afanó en salvar y promocionar el teatro romano de la localidad y que consiguió que esta recibiese el título de ciudad de manos del rey Carlos IV. Aparece descrita en el Nomenclator de las calles, plazas y puertas antiguas y modernas de la ciudad de Sagunto (1901) de Antonio Chabret y Fraga con las siguientes palabras:

Doctor Palos (calle del). Se entra por la de Abril y no tiene salida. Antes se llamaba de la Palmera, y en 1887, se sutituyó por el que actualmente lleva para recordación del abogado insigne Dr. D. Enrique Palos y Navarro, nacido en la villa de Muerviedro en 1749. No ha podido borrarse todavía el recuerdo de este celoso patricio que salvó de la ruina total el Teatro Romano de Sagunto, y dió á conocer por medio de folletos su descripción, despertando en aquella época la afición á tan venerados monumentos. Por sus meritísimos trabajos, mereció de D. Carlos IV el título de «Conservador de todas las antigüedades de Sagunto, con facultad de impedir su ruina y destrucción.» En la visita que hizo á Murviedro D. Carlos IV y real familia, en la tarde del día 24 de Noviembre de 1802, solicitó el Dr. Palos el título de ciudad para su patria, y todavía vive en el pueblo el siguiente cantar que lo recuerda: Ya no se llama Murviedro / Que se llama la ciudad, / Porque lo ha pedido Palos / A Su Real Majestad.
(Chabret y Fraga, 1901, pp. 51-52)